# Grevillea montana
Grevillea montana är en tvåhjärtbladig växtart som beskrevs av Robert Brown. Grevillea montana ingår i släktet Grevillea och familjen Proteaceae. Inga underarter finns listade i Catalogue of Life.